# Lucie Belbeoch
 (décembre 2019).
Si vous disposez d'ouvrages ou d'articles de référence ou si vous connaissez des sites web de qualité traitant du thème abordé ici, merci de compléter l'article en donnant les références utiles à sa vérifiabilité et en les liant à la section « Notes et références ».
Pour les articles homonymes, voir Belbéoch.
Lucie Belbeoch, née le 18 août 1995 à Brest, est une véliplanchiste française. Membre de l'équipe de France de voile olympique depuis 2019, elle est remplaçante et partenaire pour les Jeux olympiques de Tokyo 2020. Elle est vice-championne de France sur RS:X et régulièrement dans le top 10 mondial sur IQ Foil.

## Biographie
Elle débute au club des Crocodiles de l'Élorn à Brest à l'âge de 13 ans. Elle participe à son premier championnat de France minimes la même année à Quiberon. Par la suite, elle entre en sport étude au lycée sportif de Brest, où elle intègre le pôle espoir voile de Brest et décroche ses premières médailles nationales.
Elle intègre le pôle France voile de Brest en parallèle d'une licence d'économie et de gestion à l'Université de Bretagne-Occidentale de Brest, et débute sur le circuit international.
Elle devient championne du monde en 2014 en BIC Techno +.[réf. nécessaire]
Elle obtient sa place dans le groupe "Avenirs Olympiques" au sein de la fédération française de voile puis s'inscrit au pôle France voile de La Rochelle. En 2018, elle termine 10e au championnat du monde à Aarhus, au Danemark. Elle intègre l'équipe de France de voile olympique.
Début 2018, elle rejoint le club du Stade français de Paris tout en menant des études de commerce à l'ESCP Europe en master en management, qu'elle obtient en 2020.
Elle est remplaçante des Jeux Olympiques de Tokyo 2021 et partenaire de Charline Picon qui remportera la médaille d'argent.
En 2021, le support olympique de planche à voile évolue pour l'IQ Foil. Lucie Belbeoch figure alors régulièrement dans le top 10 mondial, avec à son palmarès, plusieurs médailles en coupe du monde.
Sélectionnée en 2023 pour représenter la France au Test Event des Jeux Olympiques de Paris 2024, elle ne parvint finalement pas à se qualifier pour les Jeux de 2024.

## Palmarès

### 2018
- 10e du championnat du Monde à Aarhus
- 4e aux Jeux méditerranéens
- 7e de la finale des coupes du Monde à Marseille
- 7e de la coupe d'Europe de Medemblik

### 2019
- 13e au championnat du Monde au Lac de Garde

### 2020
- 5e à la coupe du Monde de Campione

### 2021
- Médaillée d'or à la coupe du Monde du Lac de Garde[3]
- 7e au championnat du Monde à Silvaplana
- 4e au championnat d'Europe à Marseille

### 2022
- 3e de la coupe du Monde de Lanzarote

### 2023
- 2e de la coupe du Monde de Palma